# روبرت كوري (منجم)
روبرت كوري (بالإنجليزية: Robert Currey)‏ هو منجم بريطاني، ولد في 24 سبتمبر 1955 في دندي في المملكة المتحدة.